# Beixin (köpinghuvudort i Kina, Jiangsu Sheng, lat 31,83, long 121,51)
Beixin är en köpinghuvudort i Kina. Den ligger i provinsen Jiangsu, i den östra delen av landet, omkring 260 kilometer öster om provinshuvudstaden Nanjing. Antalet invånare är 59 944. Befolkningen består av 34 148 kvinnor och 25 796 män. Barn under 15 år utgör 9,0 %, vuxna 15-64 år 69 %, och äldre över 65 år 20,0 %.
Närmaste större samhälle är Fu'an, 19,3 km nordost om Beixin. 
Genomsnittlig årsnederbörd är 1 224 millimeter. Den regnigaste månaden är juli, med i genomsnitt 179 mm nederbörd, och den torraste är januari, med 36 mm nederbörd.